# Drawsko (gromada)
Drawsko – dawna gromada, czyli najmniejsza jednostka podziału terytorialnego Polskiej Rzeczypospolitej Ludowej w latach 1954–1972.
Gromady, z gromadzkimi radami narodowymi (GRN) jako organami władzy najniższego stopnia na wsi, funkcjonowały od reformy reorganizującej administrację wiejską przeprowadzonej jesienią 1954 do momentu ich zniesienia z dniem 1 stycznia 1973, tym samym wypierając organizację gminną w latach 1954–1972.
Gromadę Drawsko z siedzibą GRN w Drawsku utworzono – jako jedną z 8759 gromad na obszarze Polski – w powiecie czarnkowskim w woj. poznańskim, na mocy uchwały nr 18/54 WRN w Poznaniu z dnia 5 października 1954. W skład jednostki weszły obszary dotychczasowych gromad Drawsko, Drawsko Nadleśnictwo i Pęckowo ze zniesionej gminy Drawsko w tymże powiecie. Dla gromady ustalono 27 członków gromadzkiej rady narodowej.
1 stycznia 1960 do gromady Drawsko włączono obszar zniesionej gromady Miały w tymże powiecie.
4 lipca 1968 do gromady Drawsko włączono obszary zniesionych gromad Chełst i Piłka w tymże powiecie.
1 stycznia 1970 do gromady Drawsko włączono 881,04 ha z miasta Wieleń w tymże powiecie.
Gromada przetrwała do końca 1972 roku, czyli do kolejnej reformy gminnej. 1 stycznia 1973 w powiecie czarnkowskim reaktywowano gminę Drawsko (od 1999 gmina Drawsko należy do powiatu czarnkowsko-trzcianeckiego).